# Ghani Yalouz
Ghani Yalouz, född den 28 december 1967 i Casablanca, Marocko, är en fransk brottare som tog OS-silver i lättviktsbrottning i den grekisk-romerska klassen 1996 i Atlanta. 